# 마사 아이버스의 위험한 사랑
마사 아이버스의 위험한 사랑(The Strange Love Of Martha Ivers)은 미국에서 제작된 루이스 마일스톤 감독의 1946년 드라마, 느와르 영화이다. 바바라 스탠윅 등이 주연으로 출연하였고 할 B. 월리스 등이 제작에 참여하였다.

## 출연

### 주연
- 바바라 스탠윅
- 밴 헤플린

### 조연
- 리자베스 스콧
- 커크 더글라스
- 주디스 앤더슨
- 로만 보넨
- 대릴 히크먼
- 자니스 윌슨
- 앤 도란
- 프랭크 오스
- 제임스 플러빈
- 믹키 컨
- 찰스 D. 브라운

## 제작진
- 원작자: 존 패트릭
- 미술: 한스 드레이어
- 미술: 존 미한
- 의상: 에디스 헤드